# Zinaida Nikolaevna Gippius
Zinaida Nikolaevna Gippius (tiếng Nga: Зинаида Николаевна Гиппиус, 8 tháng 11 (lịch Julius) năm 1869 – 9 tháng 9 năm 1945) là nữ nhà thơ, nhà văn Nga, vợ của nhà thơ Dmitry Sergeyevich Merezhkovsky.

## Tiểu sử
Zinaida Nikolaevna Gippius sinh ở Belev, tỉnh Tula trong gia đình một luật sư gốc Đức. Gippus không học trường Đại học nào, mặc dù thời trẻ là một cô gái rất thông minh. Năm 1889 lấy chồng – là nhà thơ, nhà văn, nhà triết học Merezhkovsky và theo chồng về Sankt-Peterburg. Hai người sống với nhau, theo lời của Gippus, suốt 52 năm không một ngày xa nhau.
Bắt đầu in thơ năm 1888 ở tạp chí Северном вестнике (Người đưa tin phương bắc). Gippus là một gương mặt tiêu biểu của trường phái ấn tượng. Năm 1900 cùng chồng và một số nhà thơ thành lập "Hội Triết học và Tôn giáo" ở Sankt-Peterburg. Tuyển tập thơ 1889 – 1903 (xuất bản năm 1904) trở thành một sự kiện của thơ ca Nga đương thời. Nhà thơ Innokentiy Fyodorovich Annensky gọi tác phẩm của Gippus là "tất cả lịch sử 15 năm của thơ hiện đại". Ngoài thơ, Gippus còn nổi tiếng là nhà phê bình thường xuyên đăng bài trên các tạp chí nổi tiếng đương thời trong những năm từ 1899 – 1914. Tác phẩm Литературный дневник, (Nhật ký văn học, 1908) được đánh giá là một tác phẩm phê bình xuất sắc.
Gippus không thừa nhận Cách mạng tháng Mười. Điều này được phản ánh trong tập Последние стихи. 1914-1918 (Những bài thơ cuối cùng, 1914-1918) và Петербургские дневники (Nhật ký Peterburg). Năm 1920 bà cùng chồng sang Ba Lan rồi sang Pháp. Những năm 1925 – 1940, Gippus thành lập hội Зеленая лампа (Ngọn đèn xanh), nhằm thống nhất các nhóm văn học Nga ở nước ngoài, tuy nhiên, hội này không có được sự thống nhất thường xuyên như người sáng lập mong muốn. Năm 1941, sau khi chồng mất Gippus tập trung những năm cuối đời viết tiểu sử của chồng nhưng dang dở dang thì bà mất ngày 9 tháng 9 năm 1945 ở Paris.

## Tác phẩm
- Собрание стихов. 1889 - 1903" (Москва, 1904),
- Собрание стихов. Кн. 2. 1903 - 1909" (Москва, 1910),
- Новые люди (Петербург, 1896; 1907),
- Зеркала (Петербург, 1898),
- Алый меч (Петербург, 1906)
- Маков цвет (Nhật ký văn học, 1908; совместно с Д. С. Мережковским и Д. В. Философовым),
- Чёртова кукла (1911),
- Роман-царевич (1913),
- Зеленое кольцо (1916).
- Последние стихи. 1914-1918 (Những bài thơ cuối cùng,1918)
- Живые лица" (1925)

Các tuyển tập xuất bản ở Nga sau cải tổ:
- Гиппиус З. Пьесы. Л., 1990
- Гиппиус З. Живые лица, тт. 1-2. Тбилиси, 1991
- Гиппиус З. Сочинения. Ленинградское отд. Худож. лит. 1991
- Гиппиус З. Стихотворения. СПб, 1999
- Гиппиус З. Дневники, тт. 1-2. М., 1999

## Một vài bài thơ
| Tình chỉ một Chỉ một lần sôi lên ngầu bọt Và con sóng tung lên Con tim không thể sống bằng dối gian Không hề có dối gian – tình chỉ một. Ta đùa chơi hay là ta cáu gắt Hay dối gian – nhưng tĩnh lặng trong tim Ta không bao giờ thay đổi gì hơn: Hồn chỉ một – và tình yêu chỉ một. Rất đơn điệu, hoang vu như sa mạc Tình mạnh mẽ nhờ đơn điệu mà thôi Đi qua đời… trong cuộc đời rất dài Tình chỉ một, và luôn luôn chỉ một. Chỉ trong sự thủy chung – và vô cực Chỉ trong sự thường xuyên – có độ sâu Gần vĩnh hằng, và con đường tiếp theo Sẽ càng rõ ràng hơn: tình chỉ một. Ta trả giá cho tình bằng máu huyết Tâm hồn thủy chung thì vẫn thủy chung Và ta yêu chỉ bằng một mối tình Tình chỉ một, chỉ một như cái chết. Tiếng kêu Tôi cảm thấy mệt nhoài vì kiệt sức Và tâm hồn này trong máu bị thương Chẳng lẽ cho ta không một chút tình Chẳng lẽ Chúa Trời không hề thương xót? Ta thi hành ý muốn rất nghiêm ngặt Như bóng đêm, không dấu vết, lặng im Bằng con đường nghiệt ngã, chẳng xót thương Nhưng ta đi về đâu – không biết được. Gánh nặng cuộc đời, gánh nặng cây thập ác Càng đi xa, càng thấy nặng nề hơn… Đang chờ ta – kết cục không rõ ràng Ở những cánh cửa muôn đời đóng chặt. Không hề ngạc nhiên và không than khóc Ta làm điều mong muốn của Chúa Trời. Ngài tạo ra ta thiếu hứng khởi tràn đầy Tạo ra ta, nhưng yêu không thể được. Và ta rơi xuống, đám đông bất lực Bất lực và tin vào sự diệu kỳ Như nắp mộ chí – từ trên cao kia Những bầu trời mù quáng đang đè chặt. Đơn vị đo lường Luôn luôn thế, một điều gì không có Và một điều gì đó cần nhiều hơn Dường như có câu trả lời cho tất cả Nhưng dù sao, thiếu âm tiết cuối cùng. Liệu làm xong một điều gì – không phải thế Không đúng lúc, không chắc chắn, tròng trành… Và mỗi dấu hiệu đều không chung thủy Và trong từng quyết định – vẫn sai lầm. Mặt Trăng uốn khúc, ngoằn ngoèo trong nước Nhưng con đường vàng ánh và dối gian Khắp mọi nơi đều có sự mất mát Chỉ Thượng đế có đơn vị đo lường. | Nếu Nếu đèn tắt – thì tôi chẳng thấy gì. Nếu người là thú – thì tôi căm ghét. Nếu người tệ hơn thú – thì tôi giết đi. Nếu không còn nước Nga – thì tôi chết. Bất lực Tôi nhìn biển bằng ánh mắt khao khát Nhìn dải đất bao bọc ở trên bờ Tôi đứng đây – trên trời, trên bờ vực Không thể bay vào màu xanh ước mơ. Tôi không biết, đứng lên hay phủ phục Tôi không dám chết, nhưng sống cũng không… Không thể cầu nguyện – dù Chúa rất gần Tôi muốn tình yêu – nhưng không yêu được. Tôi đưa bàn tay hướng về mặt trời Và tôi nhìn thấy màn mây xám ngắt Tôi cứ ngỡ mình hiểu ra sự thật Nhưng dành cho sự thật chẳng có lời. Tình yêu Trong hồn tôi không còn chỗ cho đau khổ Tâm hồn của tôi là tình. Tình đập vỡ những mong ước của mình Để hồi sinh những ước mong lần nữa. Khởi thủy là Lời. Hãy đợi chờ Lời Lời sẽ mở. Điều gì đã làm xong – sẽ còn làm nữa Bạn và Ngài – chỉ một mà thôi. Ánh sáng cuối, cho tất cả mọi người Dấu hiệu là chỉ một. Hãy bước đi, dù ai cười, ai khóc Hãy bước đi – hãy đi đến với Ngài. Đến với Ngài trong giải thoát đất đai Và sẽ có những điều kỳ lạ. Và sẽ ở trong sự thống nhất tất cả - Mặt đất và bầu trời. Niềm vui Những nghi ngờ làm phiền tôi bạn ạ Đã từ lâu cảm tháy cái chết gần. Trong nấm mồ mà tôi sẽ ngủ yên Tôi biết rằng tối tăm và oi ả. Nhưng tôi vẫn ở đây, cùng bạn đó Trong hơi thở gió, trong ánh mặt trời Tôi sẽ làm con sóng trên biển cả Và đám mây bay lượn giữa bầu trời. Tôi xa lạ với ngọt ngào trần thế Và con tim, ngay cả với buồn thương Như sao xa lạ hạnh phúc, vui mừng Nhưng cho tôi bạn đừng thương xót nhé. Tôi đợi lặng yên… hồn tôi mệt lử Mẹ - thiên nhiên cất tiếng gọi tôi về Thật nhẹ nhàng, gánh nặng đời yên ngủ Bạn tôi ơi, chết sung sướng nhường kia! ----------#----------- Bản dịch của Nguyễn Viết Thắng. |